# Vitomir Arsenijević
Vitomir Arsenijević (serbisch-kyrillisch Витомир Арсенијевић; * 1937 in Vinča (Topola), Jugoslawien) ist ein ehemaliger serbischer Handballspieler und -trainer. Der gebürtige Jugoslawe wurde mit dem TSV Grün-Weiß Dankersen Deutscher Meister.

## Karriere
Arsenijević spielte für RK Roter Stern Belgrad und RK Partizan Belgrad in der jugoslawischen Staatsliga. Er war Junioren- und B-Nationalspieler Jugoslawiens und wurde bereits mit 25 Jahren Trainer.
Zunächst arbeitete er bei RK Roter Stern Belgrad, RK Dinamo Pančevo und RK Partizan Belgrad. Parallel dazu trainierte er die Jugoslawische Frauen-Nationalmannschaft. 1974 siedelte er nach Deutschland über und wurde Trainer von Regionalligist SG Dietzenbach, mit der er direkt den Aufstieg in die Bundesliga schaffte und in der folgenden Saison ins Halbfinale um die Deutsche Meisterschaft einzog, wo man allerdings an Grün-Weiß Dankersen scheiterte. Dankersen wurde Vizemeister und verpflichtete Arsenijević als Trainer. In den Anfang seiner Amtszeit fiel das DHB-Pokalfinale 1976, das gegen seinen Ex-Verein SG Dietzenbach mit 13:12 gewonnen wurde. Am Ende der Saison wurde er mit Dankersen Deutscher Meister und wechselte zum TuS Hofweier, den er ebenfalls nach nur einer Saison wieder verließ und beim TuS Nettelstedt als neuer Trainer vorgestellt wurde. Im Februar 1980 wurde er entlassen und wechselte im Sommer zum TSV Milbertshofen. Auch hier folgte nach kurzer Zeit die Entlassung. In der Saison 1981/82 trainierte er erneut die SG Dietzenbach und von 1982 bis 1985 ebenfalls zum zweiten Mal den TSV Grün-Weiß Dankersen, bevor zwei einjährige Engagements bei der SG Wallau/Massenheim und erneut beim TuS Hofweier folgten. 1988 ging er zum TBV Lemgo, der ihn nach einem halben Jahr entließ. Nach längerer Pause trainierte er noch die Zweitligisten TSG Altenhagen-Heepen und den Wuppertaler SV. In der Saison 1999/2000 war er zum dritten Mal Trainer der SG Dietzenbach.

## Erfolge als Trainer
- Deutscher Meister (1): 1977
- DHB-Pokalsieger (1): 1976
- Bundesliga-Aufstieg (1): 1975

## Sonstiges
Ab 1959 arbeitete Arsenijević im Schuldienst und war unter anderem an Gymnasien in Dietzenbach und Espelkamp als Lehrer angestellt. Er erwarb 1967 das Sportlehrer-Diplom erster Klasse im Fach Handball in Novi Sad. Er ist verheiratet mit Ehefrau Zorka und hat zwei Töchter. Als Spielervermittler war er maßgeblich an den Wechseln von Jovica Cvetković und Saša Babić zum TSV GWD Minden beteiligt.